# Jessica Monroe
Jessica Monroe, född den 31 maj 1966 i Palo Alto, Kalifornien, är en kanadensisk roddare.
Hon tog OS-silver i åtta med styrman i samband med de olympiska roddtävlingarna 1996 i Atlanta.